# Gesamtverband der deutschen Textil- und Modeindustrie
Der Gesamtverband der deutschen Textil- und Modeindustrie („Gesamtverband textil+mode“) ist ein Arbeitgeber- und Wirtschaftsverband. Seine Mitglieder sind die 10 Landes- und 18 Fachverbände der Textil- und Bekleidungsindustrie sowie der Schuh- und Lederwarenindustrie in Deutschland. Der Verbandssitz befindet sich in Berlin. Der Gesamtverband textil+mode ist Mitglied im Bundesverband der Deutschen Industrie, in der Bundesvereinigung der Deutschen Arbeitgeberverbände und bei Euratex, dem Dachverband der europäischen Textil- und Modeindustrie.

## Zweck
Der Gesamtverband textil+mode verfolgt den Zweck, gemeinsame und fachliche Belange der Textil- und Bekleidungsindustrie Deutschlands wahrzunehmen und zu fördern. Als Arbeitgeberverband und  Wirtschaftsverband vertritt er die Interessen seiner Branche in allen gesellschaftspolitischen, wirtschaftspolitischen, sozialpolitischen und tariflichen Angelegenheiten. Dies geschieht gegenüber der Öffentlichkeit, der Regierung, den politischen Parteien, den Behörden, den fachlichen und überfachlichen Unternehmerorganisationen sowie den Gewerkschaften. Der Verband unterstützt Maßnahmen zur Förderung des textilen Wissens in allgemeinbildenden Schulen, im Rahmen der dualen Ausbildung in Betrieben und Berufsschulen sowie an Hochschulen und Weiterbildungszentren.

## Organisation
Wie alle Verbände hat der Gesamtverband textil+mode hauptamtliche und ehrenamtliche Mitarbeiter. Das Ehrenamt wird aus den Präsidien und Vorständen der Mitgliedsverbände gestellt. Vorstand im Sinne des Gesetzes ist das Präsidium, in dem Vertreter der deutschen Textil- sowie der Bekleidungsindustrie sitzen. Ingeborg Neumann, Geschäftsführende Gesellschafterin der Peppermint Holding GmbH, bekleidet seit 2013 das Amt der Präsidentin in der weiten Amtszeit.

## Geschichte
Am 25. Mai 1948 wurde die Gründung der Arbeitsgemeinschaft der textilindustriellen Verbände des Vereinigten Wirtschaftsgebietes bekannt gegeben. Am 10. Februar 1950 erfolgte die Umbenennung in Gesamtverband der Textilindustrie in der Bundesrepublik Deutschland (kurz Gesamttextil). Erster Präsident war Otto A. H. Vogel, 1980 folgte Ernst-Günter Plutte (* 1916). Am 5. Dezember 2002 verschmolzen Gesamttextil und der Bundesverband Bekleidungsindustrie (BBI) zum Gesamtverband der deutschen Textil- und Modeindustrie. Josef Albert Beckmann wurde zum ersten Verbandspräsidenten gewählt.

## Verbände
Die Landesverbände sind die regionalen Arbeitgeberverbände der Textil- und Bekleidungsindustrie. Ihre Abgrenzung orientiert sich an den Grenzen der Tarifbezirke. Sie beraten und betreuen ihre Mitglieder vor allem in sozial- und tarifpolitischen Angelegenheiten.
Die Fachverbände vertreten die Interessen ihrer Mitgliedsunternehmen je nach Fertigungsstufen oder Endprodukten. Sie haben nicht die Funktion von Arbeitgeberverbänden.

### Landesverbände
- Arbeitgeberverband der Bekleidungsindustrie Aschaffenburg und Unterfranken, Aschaffenburg
- Arbeitgeberverband der Textilindustrie von Düren, Jülich, Euskirchen und Umgebung e. V.
- Gesamtvereinigung Bekleidungsindustrie Niedersachsen und Bremen, Oldenburg
- Verband der Bayerischen Textil- und Bekleidungsindustrie, München
- Verband der Nordwestdeutschen Textil- und Bekleidungsindustrie, Münster
- Verband der Bekleidungsindustrie Berlin und Brandenburg, Berlin
- Verband der Nord-Ostdeutschen Textil- und Bekleidungsindustrie (vti), Chemnitz
- Verband der Rheinischen Textilindustrie, Wuppertal
- Südwesttextil e. V. – Verband der Südwestdeutschen Textil- und Bekleidungsindustrie, Stuttgart
- Verband der Textil- und Bekleidungsindustrie von Hessen, Rheinland-Pfalz und Saarland, Neustadt

### Fachverbände
- Industrieverband Veredlung – Garne – Gewebe – Technische Textilien, Frankfurt am Main
- Initiative Handarbeit, Salach
- Verband der Deutschen Heimtextilien-Industrie e. V., Wuppertal
- Verein Deutscher Kammgarnspinner, Frankfurt-Eschborn
- Bundesverband Konfektion Technischer Textilien (BKTex), Mönchengladbach
- Gesamtverband der Deutschen Maschen-Industrie – Gesamtmasche e. V., Stuttgart
- Verband der Nähfadenindustrie, Taunusstein
- Branchenverband Plauener Spitze und Stickereien, Plauen
- Gesamtverband der deutschen Textilveredlungsindustrie, Frankfurt am Main
- BVMed – Bundesverband Medizintechnologie, Berlin
- Arbeitsgemeinschaft Wollkämmerei, Bremen
- GermanFashion – Modeverband Deutschland
- Verband Lederbekleidung, München
- Deutscher Pelz-Groß- und Außenhandelsverband e. V., Frankfurt
- Bundesverband der Schuh- und Lederwarenindustrie e. V., Berlin
- Industrieverband Technische Textilien – Rollladen – Sonnenschutz e. V., Mönchengladbach
- Deutscher TextilreinigungsVerband e. V., Bonn
- Fachverband Matratzen-Industrie e. V., Wuppertal